# Русилівська сільська рада
Руси́лівська сільська́ ра́да — адміністративно-територіальна одиниця та орган місцевого самоврядування в Бучацькому районі Тернопільської області. Адміністративний центр — село Русилів.

## Загальні відомості
- Населення ради: 294 особи (станом на 2001 рік)

## Населені пункти
Сільській раді підпорядковані населені пункти:
- с. Русилів

## Склад ради
Рада складається з 12 депутатів та голови.
- Голова ради:
- Секретар ради: Шеремета Лідія Михайлівна

### Керівний склад попередніх скликань
| Прізвище, ім'я, по батькові  | Основні відомості                                    | Дата обрання | Дата звільнення |
| ---------------------------- | ---------------------------------------------------- | ------------ | --------------- |
| Кравчук Степан Володимирович | Сільський голова, 1957 року народження, безпартійний | 26.03.2006   | 31.10.2010      |

Примітка: таблиця складена за даними сайту Верховної Ради України

### Депутати
За результатами місцевих виборів 2010 року депутатами ради стали:

#### За суб'єктами висування
| Суб'єкт висування | Кількість обраних депутатів | %   |
| ----------------- | --------------------------- | --- |
| Самовисування     | 12                          | 100 |

#### За округами
| № округу | Прізвище, ім'я, по батькові     | Дата визнання обраним | Освіта             | Партійна приналежність                        | Відомості про обраного депутата                            |
| -------- | ------------------------------- | --------------------- | ------------------ | --------------------------------------------- | ---------------------------------------------------------- |
| 1        | Вандяк Галина Іванівна          | 03.11.2010            | середня            | позапартійна                                  | Русилівська загальноосвітня школа І ст., тех. працівних    |
| 2        | Шеремета Лідія Михайлівна       | 03.11.2010            | середня спеціальна | член Політичної партії «Наша Україна»         | Русилівська Сільська рада, секретар                        |
| 3        | Кравчук Петро Степанович        | 03.11.2010            | середня            | позапартійний                                 | тимчасово не працює                                        |
| 4        | Шпуняр Галина Михайлівна        | 03.11.2010            | середня спеціальна | член Всеукраїнського об'єднання «Батьківщина» | приватний підприємець                                      |
| 5        | Шевчук Андрій Володимирович     | 03.11.2010            | середня            | позапартійний                                 | тимчасово не працює                                        |
| 6        | Василик Світлана Андріївна      | 03.11.2010            | середня спеціальна | позапартійна                                  | Завідувачка Фп с. Русилів, медсестра                       |
| 7        | Кіндрат Іван Васильович         | 03.11.2010            | середня спеціальна | член Всеукраїнського об'єднання «Батьківщина» | тимчасово не працює                                        |
| 8        | Подтабачний Андрій Анатолійович | 03.11.2010            | середня            | позапартійний                                 | Львівський національний університет ім. І. Франка, студент |
| 9        | Бабій Андрій Іванович           | 03.11.2010            | середня            | позапартійний                                 | Бучацьке ПТУ-26, студент                                   |
| 10       | Кульчицький Степан Михайлович   | 03.11.2010            | середня            | позапартійний                                 | тимчасово не працює                                        |
| 11       | Галак Марія Іванівна            | 03.11.2010            | середня            | позапартійна                                  | тимчасово не працює                                        |
| 12       | Детинюк Володимир Михайлович    | 03.11.2010            | середня            | позапартійний                                 | тимчасово не працює                                        |